# 초궁장
초궁장(楚宮粧)은 조선왕조 제2대 왕 정종이 상왕으로 있을 때 정종을 궁에서 모시던 기생이다.
초궁장은 이후에 태종에게 궁궐에서 내쫓기는데 그 이유는 당시 세자이던 양녕대군이 상왕의 기생인 줄 모르고 초궁장과 사통하였다는 이유이다. 그러나 황주(황해도 황주군) 기생인 초궁장은 태종 14년의 기록에도 등장하는 것으로 보아 이미 이전에 양녕대군과 안면이 있었고 이후에 양녕대군이 폐세자가 되는 결정적 사건인 어리(於里) 사건과 관계된 구종수, 이오방 등과 함께 등장하는 것으로 보아 초궁장은 어리(於里)에 관련된 폐세 사건에 관련된 인물 중 한 사람으로 봐야 한다. 세종실록 21년(1439년) 에 등장하는 초궁장과는 다른 인물이다.

## 초궁장을 연기한 배우
- 강경헌 - KBS 대왕 세종